# Молчанов, Владимир Кириллович

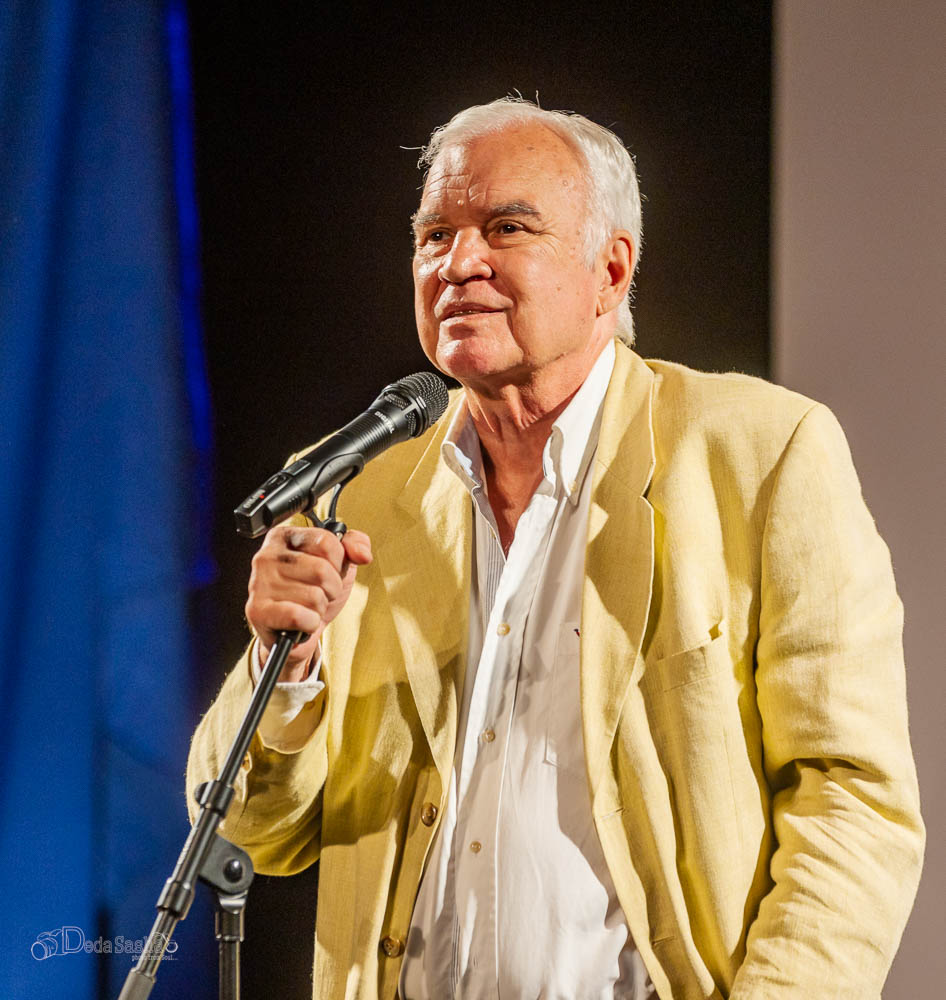
Владимир Молчанов. Встреча в Израиле в 2023

Влади́мир Кири́ллович Молча́нов (род. 7 октября 1950, Москва, РСФСР, СССР) — советский и российский теле- и радиоведущий, журналист. Автор и ведущий телепрограммы «До и после полуночи» в конце 1980-х — начале 1990-х годов на советском телевидении. Член Академии российского телевидения с 1994 года, руководитель Мастерской факультета журналистики в Московском институте телевидения и радиовещания «Останкино».

## Биография
Владимир Молчанов родился 7 октября 1950 года в Москве. Отец — композитор Кирилл Молчанов (1922—1982), мать — актриса Марина Пастухова-Дмитриева (1917—2001), крёстная — Ольга Леонардовна Книппер-Чехова (1868—1959). Единоутробная сестра — спортивный комментатор Анна Дмитриева (1940—2024).
В юные годы активно занимался теннисом, был чемпионом СССР среди юношей в парном разряде, в составе юношеской сборной Москвы побеждал на Спартакиаде.
В 1967 году поступил в МГУ, на филологический факультет, где изучал нидерландский язык. В 1973 году защитил диплом по теме «Проблемы декаданса в романах Луи Купейруса». Тогда же вступил в КПСС.
С 1973 по 1986 год работал в АПН, в западноевропейской редакции. Был редактором, собственным корреспондентом в Нидерландах. При визитах в Нидерланды официальных советских делегаций был переводчиком-синхронистом, участвуя в телевизионных дискуссиях. Занимался журналистскими расследованиями нацистских преступлений, в начале 1980-х годов выпущена книга «Возмездие должно свершиться». За эту книгу он был удостоен литературной премии Максима Горького, как лучший молодой автор. В советское время зарплата Молчанова с учётом гонораров составляла 700 рублей, что приравнивалось к зарплате министра.
Молчанова не брали работать на ЦТ из-за родственных связей: Анна Дмитриева уже работала на ТВ спортивным комментатором. Поездку в Голландию признал переломным этапом своей жизни.
Безусловно, если бы я не попал в Голландию в 21 год, так бы, наверное, и остался идиотом советским <...> Моим главным учителем журналистики стал нидерландский публицист Вильем Олтменс, у него я учился вести себя в кадре.
В 1986 году в составе советской делегации отправился в США для участия в дискуссионном клубе журналистов Востока и Запада. СССР представляли Леонид Кравченко (первый заместитель председателя Гостелерадио), Владимир Ломейко (заведующий отделом печати МИДа), Александр Бовин (политический обозреватель, редактор, телеведущий). Делегацию встречала толпа американских журналистов, что очень польстило участникам. Но оказалось, что накануне произошла авария на Чернобыльской АЭС, и прессу интересовали подробности. Но советские журналисты тогда ничего ещё сами не знали — для них это стало новостью.
С января 1987 по февраль 2014 года — на телевидении. На работу был приглашён Леонидом Кравченко. Был оформлен в штат в конце декабря 1986 года. В книге «Влад Листьев. Пристрастный реквием» утверждается, что Кравченко рассматривал кандидатуру Молчанова как ведущего программы «Взгляд».
3 января 1987 года начал работать комментатором международного отдела в редакции программы «Время». В 1989 году был назначен политическим обозревателем Гостелерадио СССР. Вскоре после этого ему предложили сделать новую утреннюю программу. Шли репетиции с ведущей Майей Сидоровой, но представители ЦК партии после просмотра тракта отказали в выходе программы в эфир. Тогда коллеги предложили творческому коллективу идею создания ночной программы. В итоге на базе редакции программы «Время» образовалась новая команда, которая в ночь с 7 на 8 марта 1987 года выпустила в эфир программу под названием «Вы где-то с ними уже встречались», впоследствии известную как «До и после полуночи».
В 1987—1991 годах приобрёл наибольшую популярность: работал одновременно на трёх телевизионных проектах разного формата («Время», «До и после полуночи», утренняя программа «90 минут»/«120 минут»). В то время главную информационную телепрограмму страны вели профессиональные дикторы. Молчанов стал одним из первых журналистов, нарушивших это правило (поначалу выходил в эфир в паре с диктором). Из интервью:
С нас началось исчезновение дикторов из эфира, программы стали вести журналисты. У дикторов хороший язык, они грамотнее, а в эфир начали приходить люди неподготовленные. <...> Кто-то был с севера, кто-то с юга, и, естественно, у всех разные говоры. Тем не менее, это был нормальный русский язык. Но новости, которые мы делали, во многом стали личностными.
В связи с вильнюсскими событиями 13 января 1991 года по собственной инициативе перестал вести программу «Время» и вышел из компартии вместе со своим выпускающим редактором. Изначально Молчанов собирался вести эфир, начав выпуск с темы Вильнюса, но поступил звонок от руководства с директивой убрать материал из программы. В итоге Молчанов подписал письменный отказ от ведения программы «Время». Однако ближайший эфир «До и после полуночи» был посвящён событиям в Литве.
Был автором документального фильма «Забой» (1991, 2012 — ремейк на телеканале «Интер»), в котором рассказывалось о взрыве на луганской шахте, в результате которого погибли около семидесяти человек. Выход этого фильма в эфир ознаменовал уход Молчанова с советского телевидения:
В ночь с 28 на 29 мая 1991 года я вышел перед началом фильма «Забой» в прямом эфире и сказал: «Мы прощаемся с вами. И то, что мы сейчас вам покажем, это некролог по той системе, в которой мы выросли, которая нас воспитала». Фильм закончился где-то в час ночи, в половине второго ночи взорвалась одна из шахт, где мы снимали. Погибли более 70 человек, то есть это стало полным подтверждением того ужаса, который мы показали <...> Наутро я ушёл с телевидения.
В августе 1991 года, во время путча, Молчанов вернулся на ТВ.
После президентских выборов 1996 года Молчанов (к тому моменту — ведущий программы «До и после» на ОРТ) принял решение уйти из политической журналистики, и уже на телеканале REN-TV до конца 1999 года делал передачи исключительно на тему культуры. Среди них — «Помню… Люблю…».
С 1999 по 2007 год работал в проектах государственного холдинга ВГТРК и его канала РТР (затем «Россия»). В 1999—2000 годах был художественным руководителем информационного тележурнала «Панорама». Впоследствии последовательно вёл на этом канале телепередачу «И дольше века» (2000—2002) и дневное ток-шоу «Частная жизнь» (2003—2007, совместно с Ликой Кремер). Кроме этого, в ночь с 26 на 27 марта 2000 года являлся одним из ведущих от РТР телемарафона по итогам подсчёта голосов на президентских выборах, а 9 мая 2002 года вёл в прямом эфире того же канала праздничный концерт на Красной площади.
Является автором около двадцати документальных фильмов. В 2006 году на телеканале «Россия» был показан фильм «Мелодия рижского гетто», за который Молчанов был удостоен звания от еврейских общин «Человек года-2006». 7 ноября 2007 года на канале «РЕН ТВ» вышел фильм «Испанское рондо. 70 лет спустя», посвящённый испанским семьям, бежавшим от фашизма в СССР вместе со своими детьми, а также современной ситуации, когда в Испании находится более семи тысяч сирот из России.
С 21 ноября 2005 по 28 июня 2020 года на «Радио Орфей» вёл передачу «Рандеву с дилетантом». Программа выходила днём по воскресеньям.
На телеканале «Ностальгия» вёл еженедельное ток-шоу «До и после с Владимиром Молчановым» (с 2009 по 2012), с сентября 2007 по июль 2013 года вёл телепрограмму «Полуночники» (с августа 2012 года — «По душам») на телеканале «Мир».
В 2012 и 2014 годах вёл на канале «Спорт плюс» спутникового оператора «НТВ-Плюс» передачи «Английский завтрак» (совместно с Георгием Черданцевым и Василием Соловьёвым, прямые эфиры из Лондона во время Олимпиады) и «Олимпийский канал» из Сочи (совместно с Иоландой Чен).
В качестве актёра снимался в двух картинах: в фильме Сергея Урсуляка «Сочинение ко Дню Победы» (1998) в небольшой роли советского журналиста, сыграв самого себя, и в эпизодической роли в серии «21.00» сериала «Чёрная комната» (2000).
С 2014 года ведёт мастерскую на факультете журналистики Московского института телевидения и радиовещания «Останкино» (МИТРО).

## Общественная позиция
Горбачёв сделал величайшую вещь — он подарил нам свободу слова, он подарил нам свободу передвижения, он разрешил нам читать книги, то есть — делать всё то, что делают нормальные цивилизованные люди и всё то, что было нам запрещено абсолютно. Он разрушил этот концлагерь под названием «Советский Союз». Конечно, это было болезненно, но тем не менее — слава Богу.
Считает, что сталинизм равен нацизму: «Со временем я понял, что между фашизмом, нацизмом и сталинизмом стоит абсолютный знак равенства. И никто, ни один президент меня в обратном не убедит. Сталинизм даже страшнее хотя бы потому что ни один властитель не истребил столько своего народа, сколько это сделал Сталин…».

## Награды и премии
- 1993 — медаль «Защитнику свободной России» — за исполнение гражданского долга при защите демократии и конституционного строя 19 — 21 августа 1991 года[35]
- 1998 — победитель конкурса «ТЭФИ-1998»[36] за фильм «Записки из мёртвого дома[36]» (автор сценария, совместно с С. Урсуляком[36]) в номинации «Телевизионный документальный фильм или сериал»[37].
- 2001 — победитель конкурса «ТЭФИ-2001» в номинации «Интервьюер» с программой «И дольше века…»[38].
- 2002 —  лауреат призов ряда международных фестивалей документального кино, премии Союза журналистов России «Золотое перо России» (2002)[39][40].
- 2006 — премия «Человек года» Федерации еврейских общин России (2006).
- 2007 —  лауреат премии «Радиомания» (2007) в номинации «Лучший радиоведущий».
- 2011 — орден Почёта — за большие заслуги в развитии отечественного телерадиовещания и многолетнюю плодотворную деятельность[41].
- 2024 — лауреат Премии имени Анатолия Лысенко в номинации «За достижения»[42][43][44].

## Семья, личная жизнь
- Супруга — режиссёр, россиянка испанского происхождения Консуэло Сегура (1949—2022[45]).
- Дочь — Анна (род. 1981).
- Внук — Дмитрий (род. 2004), работает на спортивном телеканале «Старт»[источник?]